# John L. Piotrowski

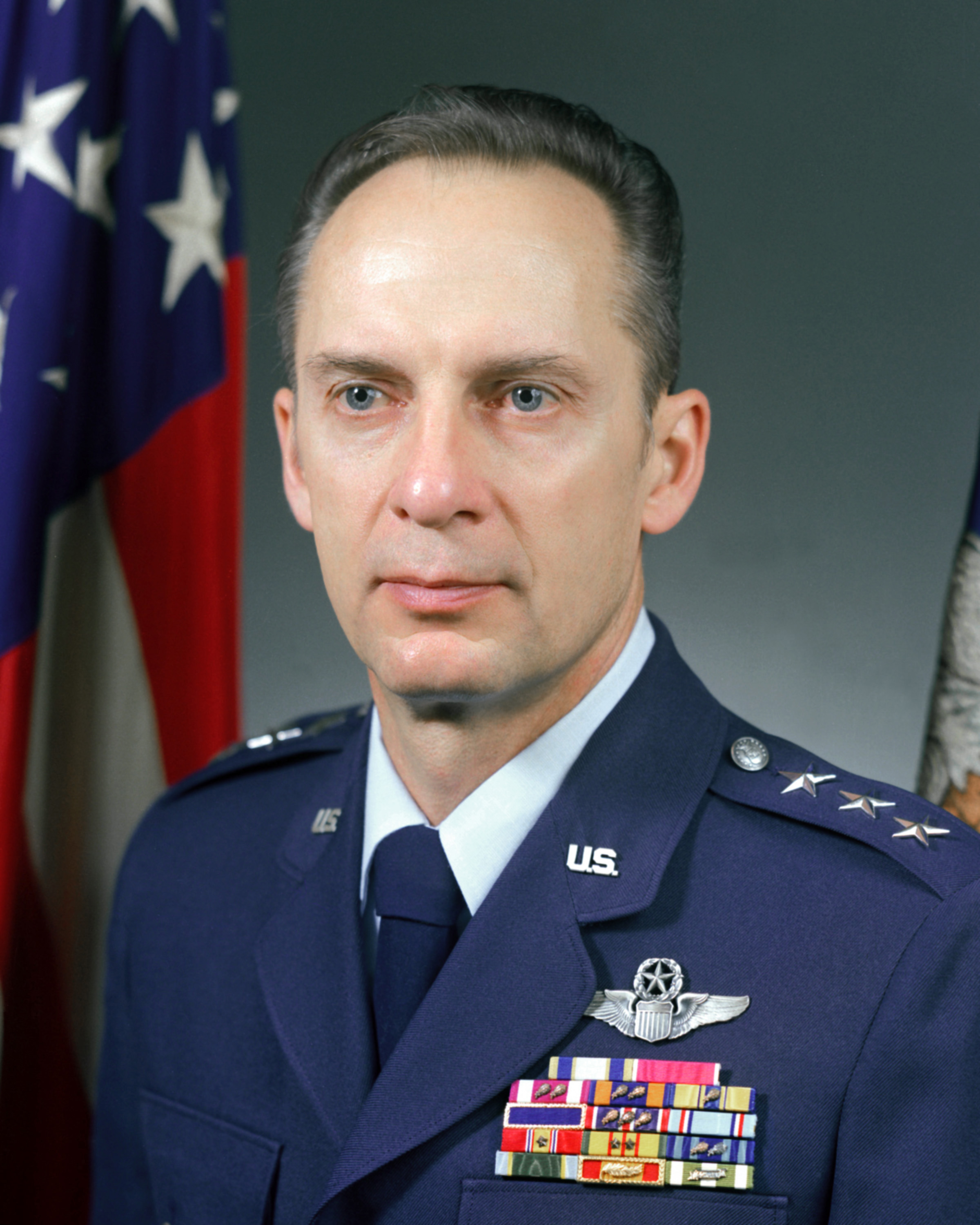
John L. Piotrowski

John Louis Piotrowski (* 17. Februar 1934 in Detroit, Wayne County, Michigan) ist ein pensionierter General der United States Air Force. Er war unter anderem Vice Chief of Staff of the Air Force und Kommandeur des North American Aerospace Defense Command (NORAD).
Er war ein Sohn von John Piotrowski und dessen Frau Mary Hellstein und besuchte die Henry Ford Trade School in Dearborn. Im September 1952 trat er als einfacher Soldat der US Air Force bei. Nach einer Grundausbildung wurde er dort zum Elektroniker und Radarexperten und danach zum Flugnavigator ausgebildet. Gleichzeitig absolvierte er eine Offiziersausbildung. Im August 1954 wurde er in das Offizierskorps der United States Air Force aufgenommen. Dort durchlief er anschließend alle Offiziersränge vom Leutnant bis zum Vier-Sterne-General.
Im Lauf seiner militärischen Karriere absolvierte er verschiedene Kurse und Schulungen. Dazu gehörten unter anderem eine Ausbildung zum Kampfpiloten und weitere Fortbildungskurse als Pilot neuer Flugzeugtypen; die Squadron Officer School auf der Maxwell Air Force Base in Alabama; das Air Command and Staff College, ebenfalls auf der Maxwell AFB; die Air Force Fighter Weapons School auf der Nellis Air Force Base in Nevada; das Armed Forces Staff College in Norfolk in Virginia und das Royal Air Force College of Air Warfare in England. Außerdem erhielt er akademische Grade von der Arizona State University, der Florida State University, der University of Nebraska Omaha, der University of Southern California, der Auburn University und der Harvard University.
In seinen frühen Jahren als Offizier der Luftwaffe war er an verschiedenen Stützpunkten stationiert. In den späten 1950er Jahren war er in Südkorea und Japan eingesetzt. Zwischen November 1961 und Mai 1963 wurde er im Vietnamkrieg als Munitionsoffizier (munitions maintenance officer) und Crew-Mitglied von Einsatzflügen verwendet. Danach setzte er seine Laufbahn in verschiedenen Funktionen in den Vereinigten Staaten fort. Unter anderem war er auch Stabsoffizier im Hauptquartier der Air Force.
Zwischen Juli 1971 und Januar 1972 war er auf der Bitburg Air Base in Deutschland stationiert, wo er dem Stab des 36. Taktischen Geschwaders (36th Tactical Fighter Wing) angehörte. Im Januar 1972 übernahm er auf der Aviano Air Base in Italien das Kommando über die 40th Tactical Group. Im April 1974 kehrte Piotrowski auf die Maxwell AFB zurück wo er das Kommando über die als Air Force Six-Man Group bekannt gewordene Einheit übernahm. Es folgte eine Versetzung zur Keesler Air Force Base im Bundesstaat Mississippi. Dort wurde er im März 1975 stellvertretender Kommandeur des Keesler Technical Training Centers.
Sein nächster Auftrag führte ihn auf die Tinker Air Force Base in Oklahoma, wo er im Juli 1976 das Kommando über ein Warn- und Kontrollgeschwader (Airborne Warning and Control Wing) übernahm. Im September 1979 wurde John Piotrowski stellvertretender Kommandeur der Luftverteidigung (deputy commander for air defense), einer Einheit die dem Tactical Air Command unterstand und auf der Peterson Space Force Base in Colorado ansässig war. Diese Aufgabe hatte er bis zum April 1981 inne. Dann wurde er auf die Langley Air Force Base in Virginia versetzt. Dort leitete er bis zum August 1982 die Stabsabteilung für Operationen des Tactical Air Commands. Danach war er bis zum Oktober 1982 stellvertretender Kommandeur dieses Kommandos. Zwischen Oktober 1982 und Juli 1985 kommandierte er auf der Shaw Air Force Base in South Carolina die 9. Luftflotte (Ninth Air Force).
Am 1. August 1985 wurde er als Nachfolger von Larry D. Welch neuer Vice Chief of Staff of the Air Force. Dieses Amt bekleidete er bis zum 31. Januar 1987, als er von Monroe W. Hatch, Jr. abgelöst wurde. Anschließend kehrte er zur Peterson AFB zurück. Am 6. Februar 1987 wurde er dort Nachfolger von Donald J. Kutyna Kommandeur des NORAD. Gleichzeitig kommandierte er in Personalunion das United States Space Command. Diese Aufgaben erfüllte er bis zum 30. März 1990. An diesem Tag übergab er das Kommando an Robert T. Herres. Anschließend schied er aus dem aktiven Militärdienst aus.
Während seiner aktiven Zeit als Militärpilot absolvierte er über 5000 Flugstunden auf verschiedenen Flugzeugtypen.

## Orden und Auszeichnungen
John Piotrowski erhielt im Lauf seiner militärischen Laufbahn unter anderem folgende Auszeichnungen:
- Defense Distinguished Service Medal
- Air Force Distinguished Service Medal
- Legion of Merit
- Meritorious Service Medal
- Air Medal
- Air Force Commendation Medal
- Presidential Unit Citation
- Air Force Outstanding Unit Award